# Krupa na Vrbasu
Krupa na Vrbasu (serbokroatisch-kyrillisch Крупа на Врбасу) ist ein Ort in der Gemeinde Banja Luka in Bosnien und Herzegowina.

## Geographie

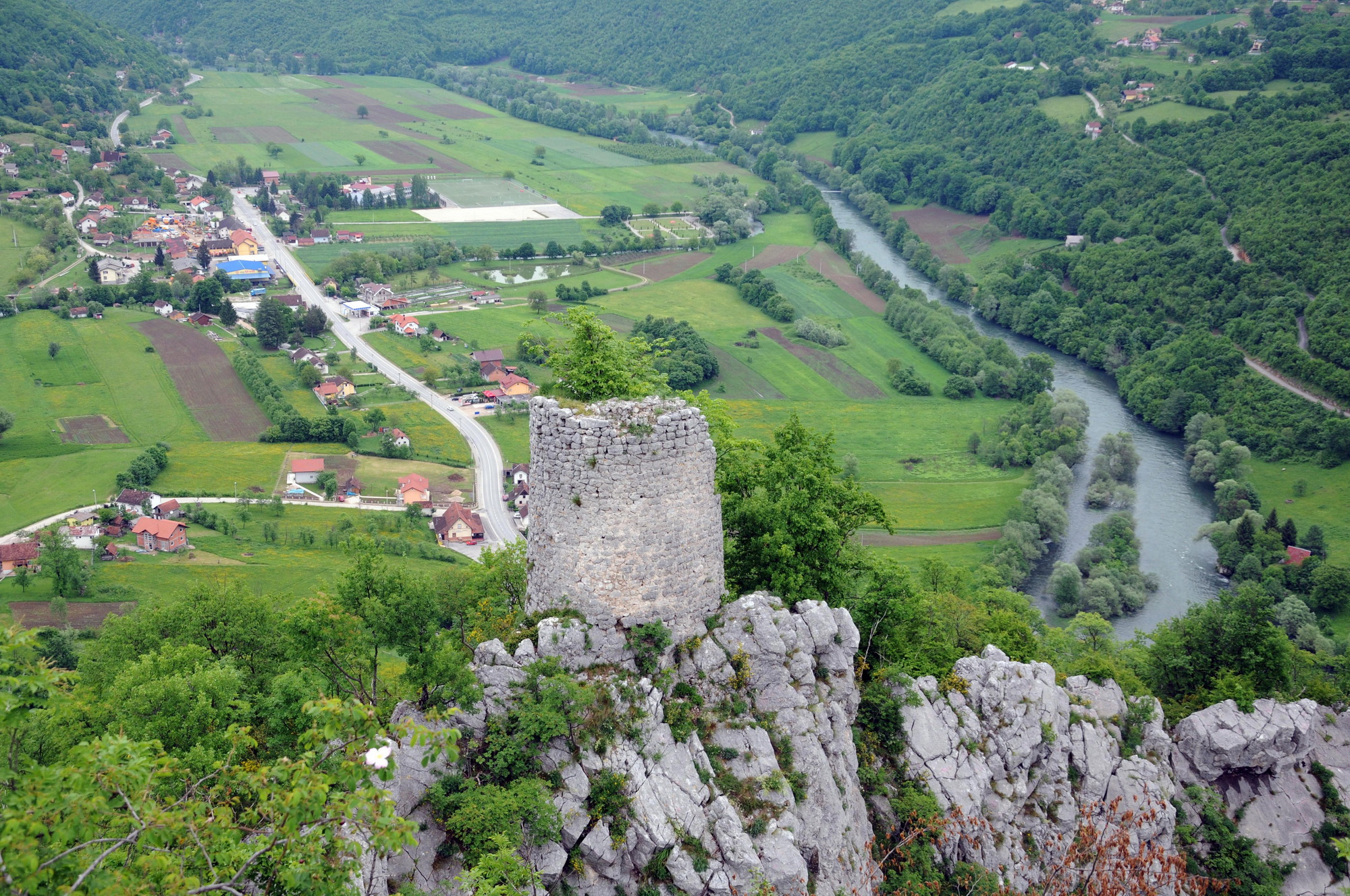
Blick von der Burgruine Greben über den Ort und den Vrbas

Der Ort liegt etwa 30 km südlich des Stadtzentrums am linken Ufer des Vrbas an der Einmündung des Baches Krupa. Durch Krupa führt die Magistralstraße 16 von Banja Luka nach Jajce.
Oberhalb des Ortes befindet sich die Ruine der Burg Greben, die den hiesigen nördlichen Ausgang der engen und bis 450 m tiefen Vrbas-Schlucht bewachte. Sehenswert ist außerdem das serbisch-orthodoxe Kloster Krupa.
Seit dem Bosnienkrieg gehört sie zur Republika Srpska.

## Bevölkerung
Laut der letzten Volkszählung 2013 hatte Krupa na Vrbasu 1257 Einwohner.

## Sonstiges
Der bosnische Zweitligaverein FK Krupa ist hier beheimatet.